# Tabernaemontana aurantiaca
Tabernaemontana aurantiaca är en oleanderväxtart som beskrevs av Charles Gaudichaud-Beaupré. Tabernaemontana aurantiaca ingår i släktet Tabernaemontana och familjen oleanderväxter. Inga underarter finns listade i Catalogue of Life.